# GD Alcochetense
Die Grupo Desportivo Alcochetense ist ein portugiesischer Sportverein aus Alcochete im Distrikt Setúbal. Der Klub ist insbesondere für seine Fußballmannschaft bekannt.

## Geschichte der Fußballmannschaft
GD Alcochetense wurde 1937 gegründet und spielte anfangs nur im regionalen Distriktfußball. 1973 stieg die Mannschaft erstmals in die Terceira Divisão auf und hielt sich in der Folge acht Jahre im überregional organisierten Fußball. Nach mehreren Jahren im regionalen Ligabereich, in denen der Klub teilweise als Teilnehmer der Taça de Portugal überregional in Erscheinung getreten war, kehrte der Klub Ende der 1990er Jahre in die nach einer zwischenzeitlichen Ligareform nunmehr viertklassige Terceira Divisão zurück und stieg 1998 in die drittklassige Segunda Divisão B auf. Die Spielzeit 1999/2000 belegte der Neuling auf dem 18. Tabellenplatz und stieg gemeinsam mit dem SC Lusitânia, CD Ribeira Brava, Amora FC und Juventude Évora ab. In der Terceira-Divisão-Spielzeit 2003/04 landete der Klub auch dort mit zehn Punkten Rückstand auf den von AC Malveira belegten letzten Nichtabstiegsplatz auf den Abstiegsrängen und ging gemeinsam mit dem SC Santacruzense, der SG Sacavenense und SR Benavilense in den regionalen Ligabereich. Nach dem direkten Wiederaufstieg spielte die Mannschaft erneut längere Zeit in der Terceira Divisão, ehe sie die Spielzeit 2011/12 abermals auf einem Abstiegsplatz beendete.
2025 kehrten die Fußballer der GD Alcochetense in den überregionalen Spielbetrieb zurück und stiegen als Distriktmeister in das nach mehreren Ligareformen zwischenzeitlich gegründete und mittlerweile viertklassiges Campeonato de Portugal auf.

## Weitere Sportarten
Neben Fußball bietet die GD Alcochetense weitere Sportaktivitäten an. Dies beinhaltet insbesondere Rugby und Tennis.

## Sportstätten
Ihre Heimspiele trägt die GD Alcochetense im Estádio António Almeida Correia aus, das im Norden Alcochetes in der Nähe der Stierkampfarena liegt. Das Stadion bietet insbesondere auf einer teilweise überdachten Tribüne mit Sitzbänken zirka 5000 Zuschauern Platz. Auf der gegenüberliegenden Seite befindet sich eine 100-Meter-Kunststoffbahn. Neben dem Stadion befinden sich zwei Tennisplätze sowie ein weiteres Fußballfeld sowie ein Kleinfeld. 